# عمال الياقات البيضاء

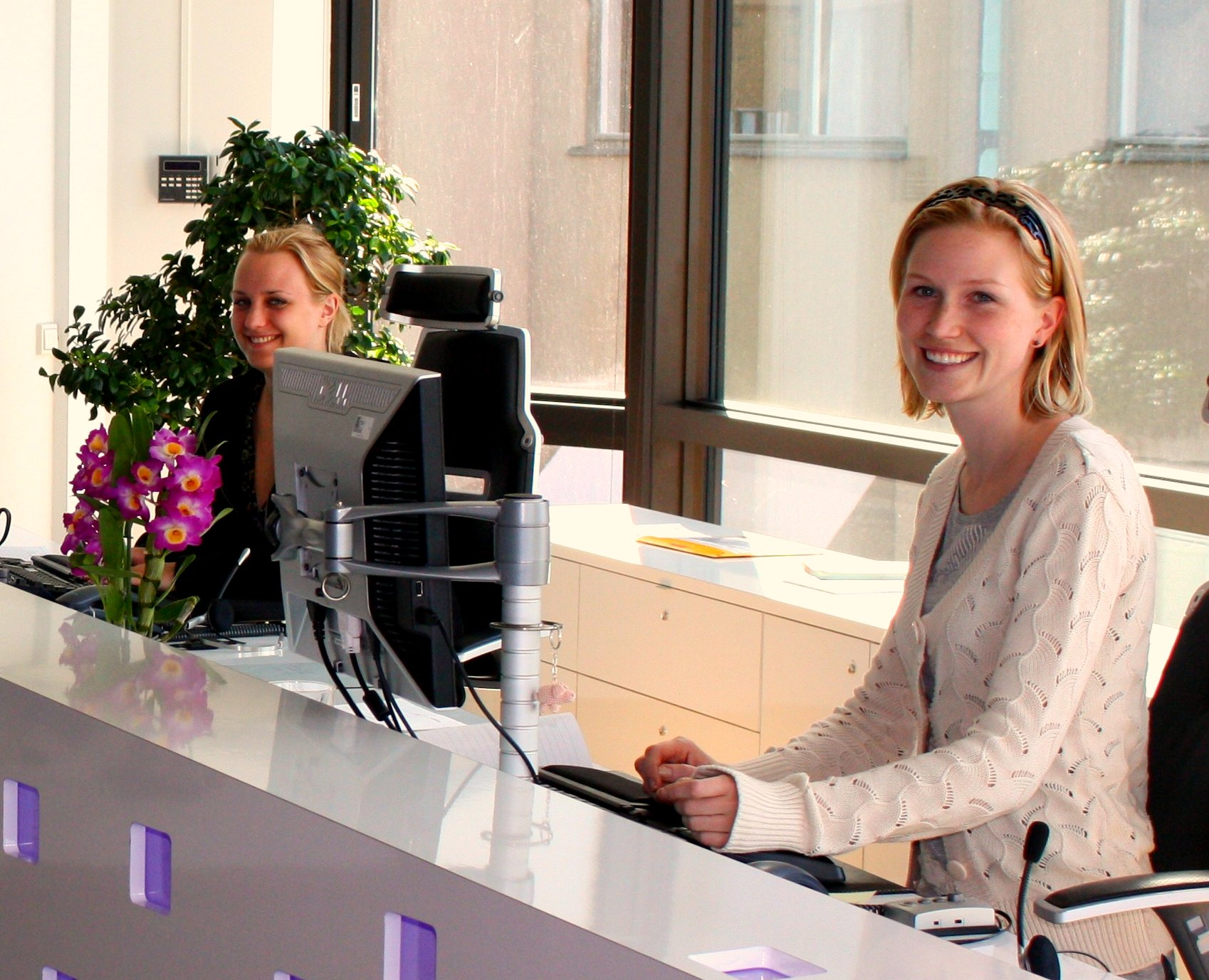

عمال الياقات البيضاء (بالإنجليزية: White-collar Workers)‏ هو مصطلح غربي يطلق على أولئك الناس الذين يقومون بعمل «ذهني» مكتبي مثل المديرين والمتخصصين، وهم بذلك يتميزون عن أصحاب الياقات الزرقاء (Blue-collar Workers) الذين يقومون بعمل يدوي ميداني كالعمال، كما يطلق مصطلح آخر وهو أصحاب الياقات الوردية (pink-collar worker) للعمال الذين يعملون في أعمال خدمة الزبائن .